# Lâu đài Hrušov
Lâu đài Hrušov (tiếng Slovakia: Hrušov hrad) là tàn tích của một lâu đài được xây dựng theo phong cách kiến trúc Gothic, tọa lạc ở ngọn đồi Skalka nằm phía trên con đường từ làng Topoľčianky đến làng Skýcov. Lâu đài thuộc địa phận làng Hostie, vùng Nitra, Slovakia.

## Lịch sử
Lâu đài Hrušov được nhắc đến lần đầu tiên trong một văn bản có niên đại vào năm 1253. Năm xây dựng lâu đài không được biết chính xác, chỉ biết lâu đài được xây sau khi quân Mông Cổ rời đi. Lâu đài đảm nhiệm chức năng bảo vệ tuyến đường thương mại ở khu vực lân cận.
Lâu đài Hrušov thường xuyên đổi chủ vào thế kỷ 14. Cụ thể, lâu đài thuộc về gia đình Levický từ năm 1321 đến năm 1344, sau đó trở thành tài sản của hoàng gia. Vào năm 1347, vua Louis Đại đế ban tặng lâu đài cho con trai của thị trưởng Júlia z Topoľčiany. Về sau, lâu đài một lần nữa trở thành tài sản của hoàng gia.
Các chủ sở hữu tiếp theo của lâu đài lần lượt là gia đình Bubek, Koloman gốc Topoľčianky (từ năm 1446), và Ladislav Pethe (từ năm 1616). Trong cuộc nổi dậy chống hoàng tộc Habsburg, lâu đài Hrušov bị quân đội triều đình chinh phục và phá hủy vào năm 1708.